# Conservatorio de Moscú
El Conservatorio de Moscú, oficialmente Conservatorio Estatal de Moscú P. I. Chaikovski (en ruso: Московская государственная консерватория имени П. И. Чайковского), es una destacada escuela de música en Moscú, Rusia.
Fue fundado en 1866 por Nikolái Rubinstein, hermano del famoso pianista y compositor ruso Antón Rubinstein, quien fundó a su vez el Conservatorio de San Petersburgo en 1862. (También fundada por el príncipe Nikolái Petróvich Trubetskói.) En su apertura, Chaikovski fue nombrado profesor de teoría y armonía, puesto que ocupó hasta 1878. Desde 1940 el conservatorio lleva su nombre.

## Algunos alumnos destacados
- Serguéi Rajmáninov
- Aleksandr Skriabin
- Aram Jachaturián
- Mstislav Rostropóvich
- Beatriz Parra Durango
- Edison Denísov
- Dmitri Kabalevski
- Alfred Schnittke
- Valeri Afanásiev
- Dmitri Bashkírov
- Sviatoslav Richter
- Stanislav Bunin
- Valeri Sigalévich
- Aleksandr Sokolov
- Yuri Kholopov
- Olga Kern
- Dmitry Malikov
- Aleksandr Osminin
- Andréi Korobéinikov
- Rodión Shchedrín
- Nadezhda Kudryashova
- Revol Bunin
- Nonna Nassidze
- Aleksandr Lokshín
- Vladímir Áshkenazi
- Ivo Pogorelich
- Mark Lubotski
- Nikolái Luganski
- Yelizaveta Kliucheriova
- Marina Tchebourkina
- Brigitte Engerer
- Karol Bermüdez
- Modesta Bor
- Paco Montalvo
- Roberto Bravo

## Algunos notables profesores
- Piotr Ilich Chaikovski - Teoría de la Música
- Heinrich Neuhaus – Piano
- Dmitri Bashkírov - Piano
- Vasili Brandt - Trompeta
- Serguéi Dorenski – Piano
- Galina Eguiazárova - Piano
- Andréi Eshpái – Composición
- Vera Gornostáyeva – Piano
- Aram Jachaturián – Composición
- Kiril Kondrashin - Dirección de orquesta
- Anell Moorth - Composición
- Demian Castell Rivas - Dirección de orquesta, Composición
- Alekséi Lubímov – Piano
- Víktor Merzhánov – Piano
- Lev Naúmov – Piano
- Nikolái Petrov – Piano
- Ivo Pogorelich – Piano
- Gennadi Rozhdéstvenski – Dirección de orquesta
- Yuri Slésarev – Piano
- Elisó Virsaladze – Piano
- Mijaíl Voskresenski – Piano
- Irina Zhúrina – Canto